# ラッシュ (カナダのバンド)
ラッシュ（Rush）は、カナダ出身のスリーピース・ロックバンド。同国の国民的グループであり、北米におけるプログレッシブ・ロックの先駆者としても知られる。母国最大の音楽賞『ジュノー賞』を数多く受賞し、1994年に同殿堂入り。2013年には『ロックの殿堂』入りも果たした。

## 来歴

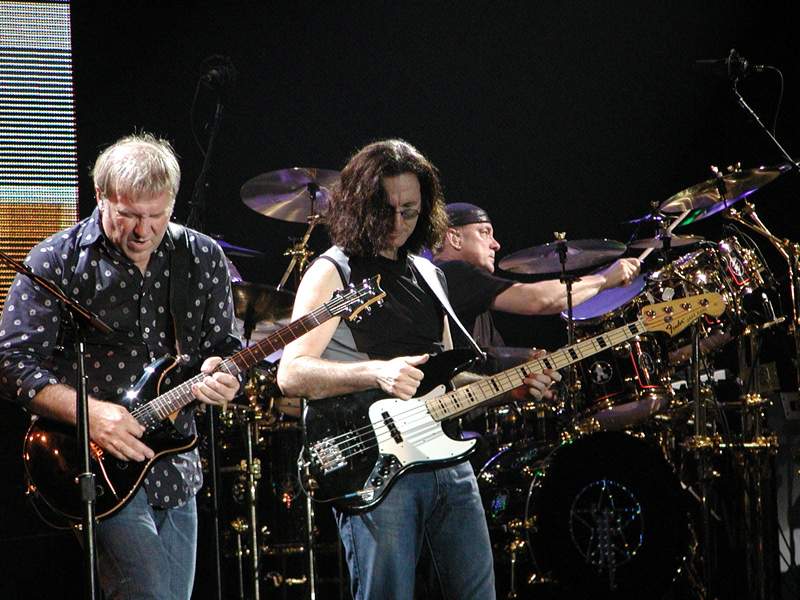
イタリア・ミラノ公演（2004年9月）

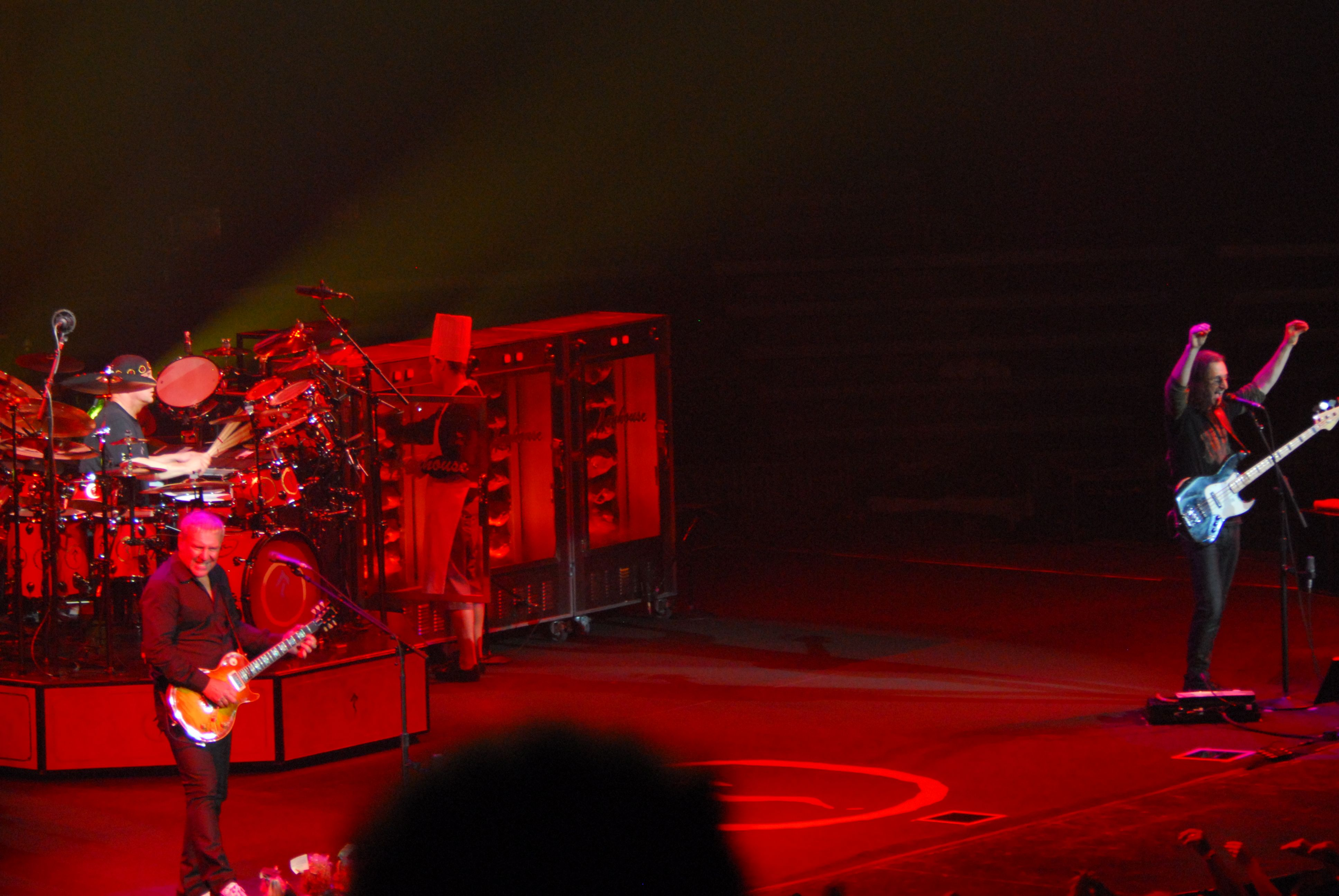
カナダ・オタワ公演（2007年9月）

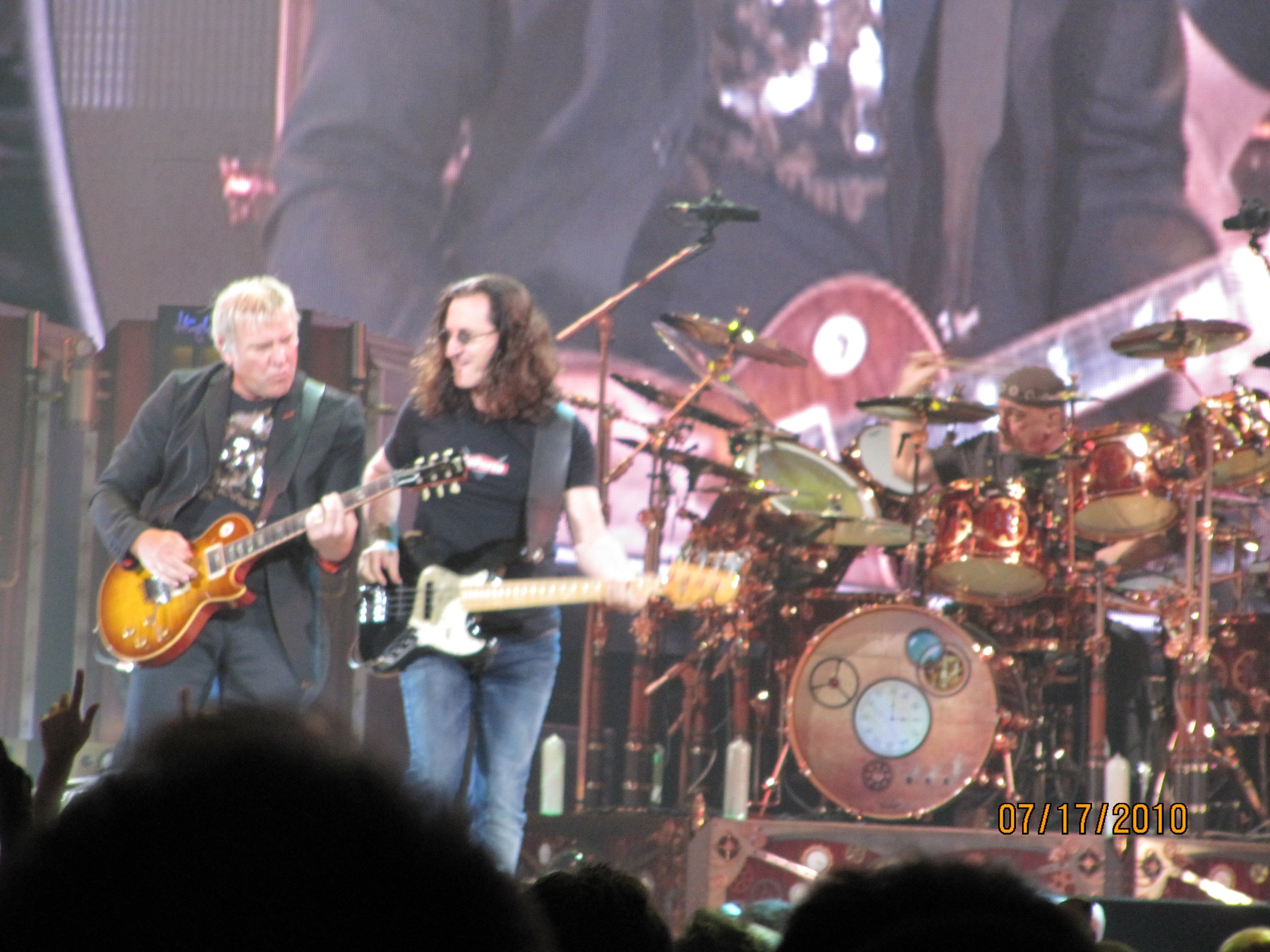
カナダ・トロント公演（2010年7月）

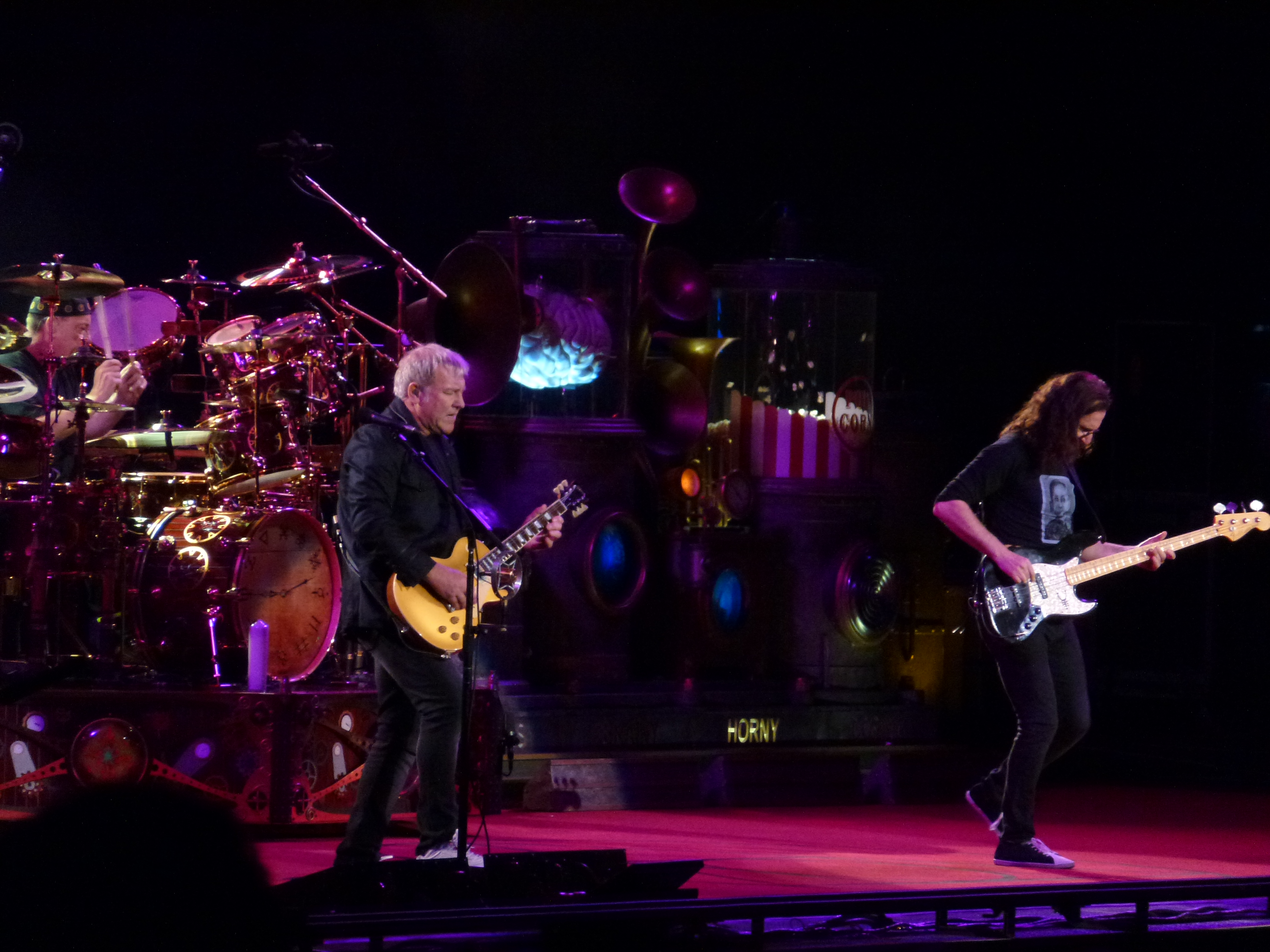
USワシントンD.C.公演（2012年9月）

1968年、トロントの郊外ウィローデイルにてアレックス・ライフソン、ジェフ・ジョーンズ、ジョン・ラトジーの3人で結成。同年、ジェフ・ジョーンズが脱退し、二代目ベーシストとしてアレックスの友人ゲディー・リーが加入。
1974年、結成6年目にプロ・デビューを果たす。デビュー後、アメリカ・ツアーを前にドラムスがニール・パートに変わり、以降、解散するまで不動のラインナップとして続いた。

### デビューとその時代背景
彼らのデビューした1974年当時はレッド・ツェッペリン（Led Zeppelin）の全盛時代で、彼らも類に洩れずツェッペリンの影響を強く受け、デビュー当初はレッド・ツェッペリン直系と言えるストレートで骨太なサウンドの典型的ハードロック・バンドであった。しかし、記者などからはカナダの新しいまたツェッペリンとは違った音もこの時から感じられたという。

### ハードロック・バンドからの脱皮
デビュー・アルバム発表の殆ど直後というタイミングで、ドラムスがニール・パートにメンバー・チェンジしたことが、バンドにとっての転機となった。彼は哲学的な詞をバンドに提供し、これをサウンドで表現しようとすることが動機となり、その後プログレッシブ・ロック的な発展をしていくこととなる。アルバム『フェアウェル・トゥ・キングス』ではシンセサイザーを用いている。

### プログレ色と大作主義
ハードロック・バンドとしてのキャリアの集大成となるのが『西暦2112年』であり、次作『フェアウェル・トゥ・キングス』では、よりプログレッシブ・ロックのサウンドを志向していく。この頃の歌詞はファンタジーやSFを題材とするものが多かったが、作詞を担当するニール・パートの読む書物はヘミングウェイなどの現代文学へと移っていった。収録の最終曲「Cygnus X-1 Book 1」を、大作主義的曲になることを匂わせた上で「to be continued（続く…）」としてしまった。実際この段階では次作を構想しており、この予告編としてこれを入れたのである。次作『神々の戦い』に収録された、続編となる曲である「Cygnus X-1 Book II: Hemispheres」では、その後のニール・パートの歌詞の作風となる「少ない単語で端的に言い表す」ものに変化しつつある。
演奏面においては、イエスやキング・クリムゾンといった難解な演奏をするプログレッシブ・ロックからの影響を受けた、長編曲で複雑な拍子記号の変化を特徴とする、非常にダイナミックなものになっていき、これはラッシュの特徴となっていった。アレックス・ライフソンは、クラシックギターや12弦ギターを導入し、ゲディー・リーは、バスペダル・シンセサイザーとミニモーグを導入、ニール・パートのドラムセットも、トライアングル、グロッケンシュピール、ウッドブロック、ティンパニ、ゴングなど多様化していった。

### ラッシュらしさの確立
次作『パーマネント・ウェイヴス』では、レゲエやニュー・ウェイヴの要素を取り入れ、今までのプログレ路線から大きく路線変更した。その背景としては、シンセサイザーの導入が増えたことと、レーベルの強い意向もあり、ラジオで流すことのできる短い曲を収録したことが挙げられる。そうして生まれたのが「The Spirit of Radio」や「Freewill」であり、この「耳馴染み易いポップな歌」と「技巧性の高い演奏&複雑なリズムアレンジ」との両立が、以降のラッシュのスタイルになっていく。
ニール・パートの歌詞は、前作『神々の戦い』ですでに見られていた現代文学からの影響をより色濃く反映するようになり、空想的な話や寓話的なものではなく、人間的・社会的なテーマの探求に重点を置いたものになっていく。
『パーマネント・ウェイヴス』は、前述したシングル2曲の貢献もあって、バンド初の全米トップ5を獲得した。翌1981年に代表作となる『ムーヴィング・ピクチャーズ』をリリース。全米3位を記録し、「トム・ソーヤ」「YYZ」「ライムライト」など、バンドの代表曲となるものも生まれ、人気は頂点に達した。
以降、1980年代のラッシュのサウンドはシンセサイザーを中心としたものに変容する。バンドは長きにわたってプロデュースを担当してきたテリー・ブラウンに代わる新しいプロデューサーとしてピーター・コリンズを招き、ゲディー・リーによる、複数のシンセサイザーのサウンドを重ね合わせたものを核とする。1990年代からは、ギターサウンドに回帰したアルバムを出すようになり、1991年に発表した『ロール・ザ・ボーンズ』ではファンクとヒップホップの要素を見せ、インストゥルメンタル・トラック 「ウェアズ・マイ・シングス?」ではいくつかのジャズの要素を取り入れている。
このように、時代に合わせてサウンドを変化させながら順調に活動していたラッシュだったが、1997年の『テスト・フォー・エコー』ツアー終了後、娘を交通事故、翌年妻を癌で立て続けに失う不幸がニールを襲う。

### バンドの終焉
悲嘆に暮れたニールはバンド活動への意欲も失い、1998年にバンドは活動を休止する。その間、ニール・パートは放浪の旅に出て、バイクで北米全土(88,000 km)を旅した。
一時期は完全な解散も示唆されていたが、2001年に活動を再開し、翌年『ヴェイパー・トレイルズ』を発表。音楽性は純粋なハードロック・サウンドへと回帰した。最新作『クロックワーク・エンジェルズ』はハードロック調の楽曲にストーリー性を持たせた歌詞を乗せたコンセプト・アルバムという、プログレ時代を髣髴とさせる作品となっている。
2015年にデビュー40周年記念ツアー「R40」を開催。ニールの腱鞘炎悪化のため、これがファイナルツアーになると発表された。
「R40」ツアー終了時点では活動継続の意思を示していたが、その後ニールはドラマーとして完全に引退し、復帰することなく2020年1月7日、脳腫瘍のために逝去。ニールの死を受けて、アレックスはラッシュは2015年に活動終了したと改めて宣言された。また2018年時点のインタビューでニールのドラマー引退とラッシュに活動継続の意思がない旨を述べているが、この時点でニールの病は発覚しておりそれを受けての決定だったことも明かした。

## メンバー
- ゲディー・リー (Geddy Lee) - ボーカル、ベース、キーボード、ペダルベース (1968年－2015年)
ジョン・エントウィッスルらの影響を強く受けた所謂リードベースを弾きながら、「魔女」「鶏の首を絞めた声」と称される強力なハイトーンで歌うスタイルが特徴。更に曲中でベースとキーボードを交互に弾き分けたり、ベースを弾きながらペダルベースを演奏するというスタイルも持つ。 シーケンサーによる自動演奏も援用するようにはなったが、「自分で弾ける限りは弾く」という基本姿勢があると言われる。使用しているベースはフェンダー・ジャズベース、リッケンバッカー、スタインバーガー、ウォルなど。
- アレックス・ライフソン (Alex Lifeson) - ギター (1968年－2015年)
デビュー当初はディストーションをかけたギターのリフを主体としていたが、その後は音楽性の変遷に合わせ、80年代にはポリスのアンディ・サマーズのようなコードカッティングとディレイ処理を組み合わせ、90年代はグランジ風のオープンコードを駆使するなど様々な奏法を取り入れている。ライブ演奏においても、シーケンサーやテープとの同期を試み、ソロに多少のアレンジを加えた演奏をしている。近年ではキーボードを演奏することもある。
- ニール・パート (Neil Peart) - ドラムス、パーカッション (1974年－2015年)
「要塞」と俗称される、ありとあらゆる打楽器類[注 1]を並べたドラムセットを使用しており、テリー・ボジオとともにその先駆者として知られる。ただし無駄な楽器は一切置かないことを信条としており、現在のセットはデジタルパーカッションの導入や2バスを1バスのツインペダルへと置換したこともあり（あくまで一時期に比べればだが）スリム化されている。ほぼ全ての楽曲で作詞を担当しており、内容は彼の乱読を反映してSFから社会風刺まで多岐に渡る。音楽活動以外では、自転車、オートバイで旅行するのが趣味であり、活動休止中の放浪の旅は88,000kmに及んだ。2020年1月7日、脳腫瘍のために逝去。

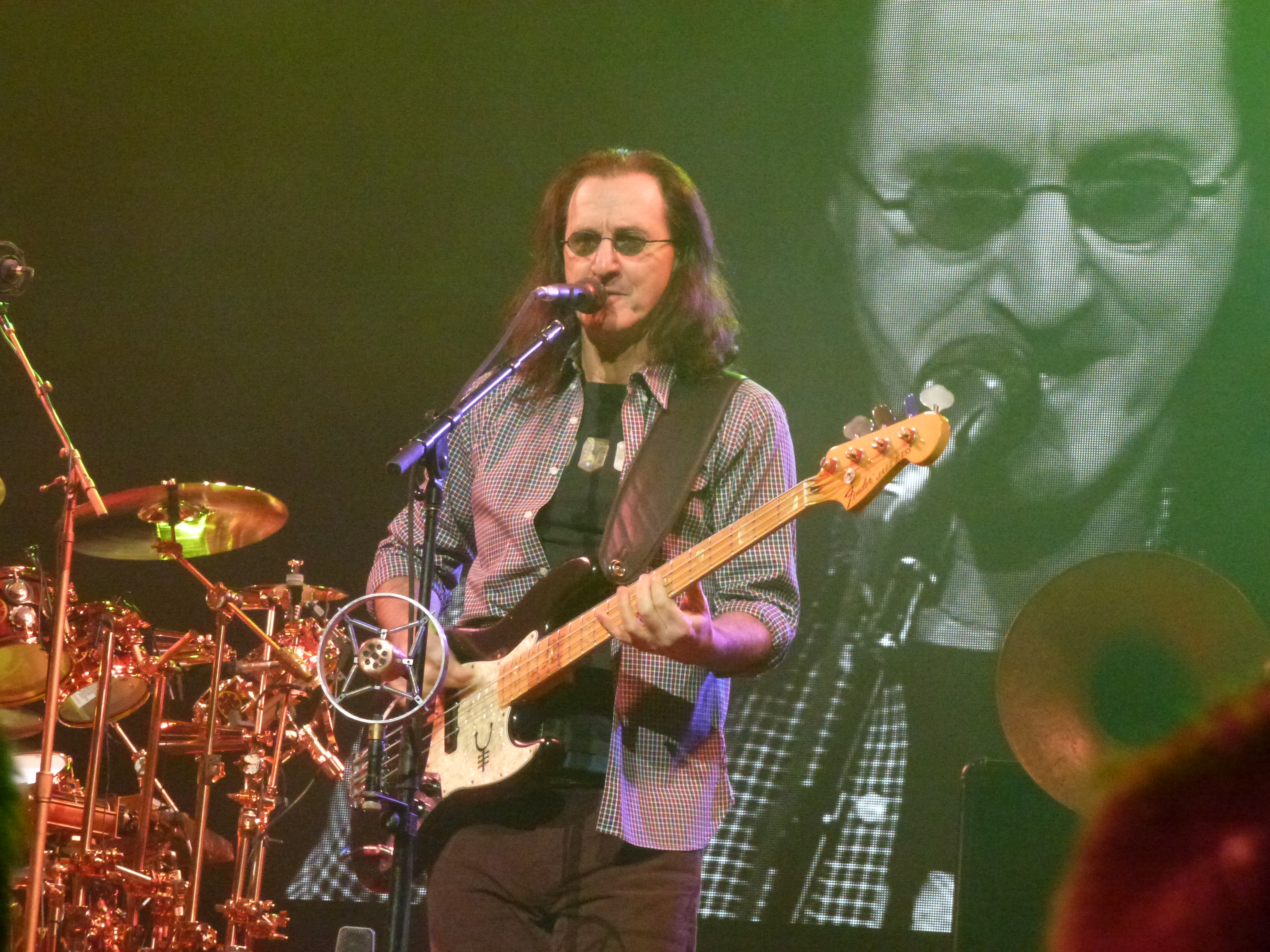
ゲディー・リー(Vo/B/Key) 2012年
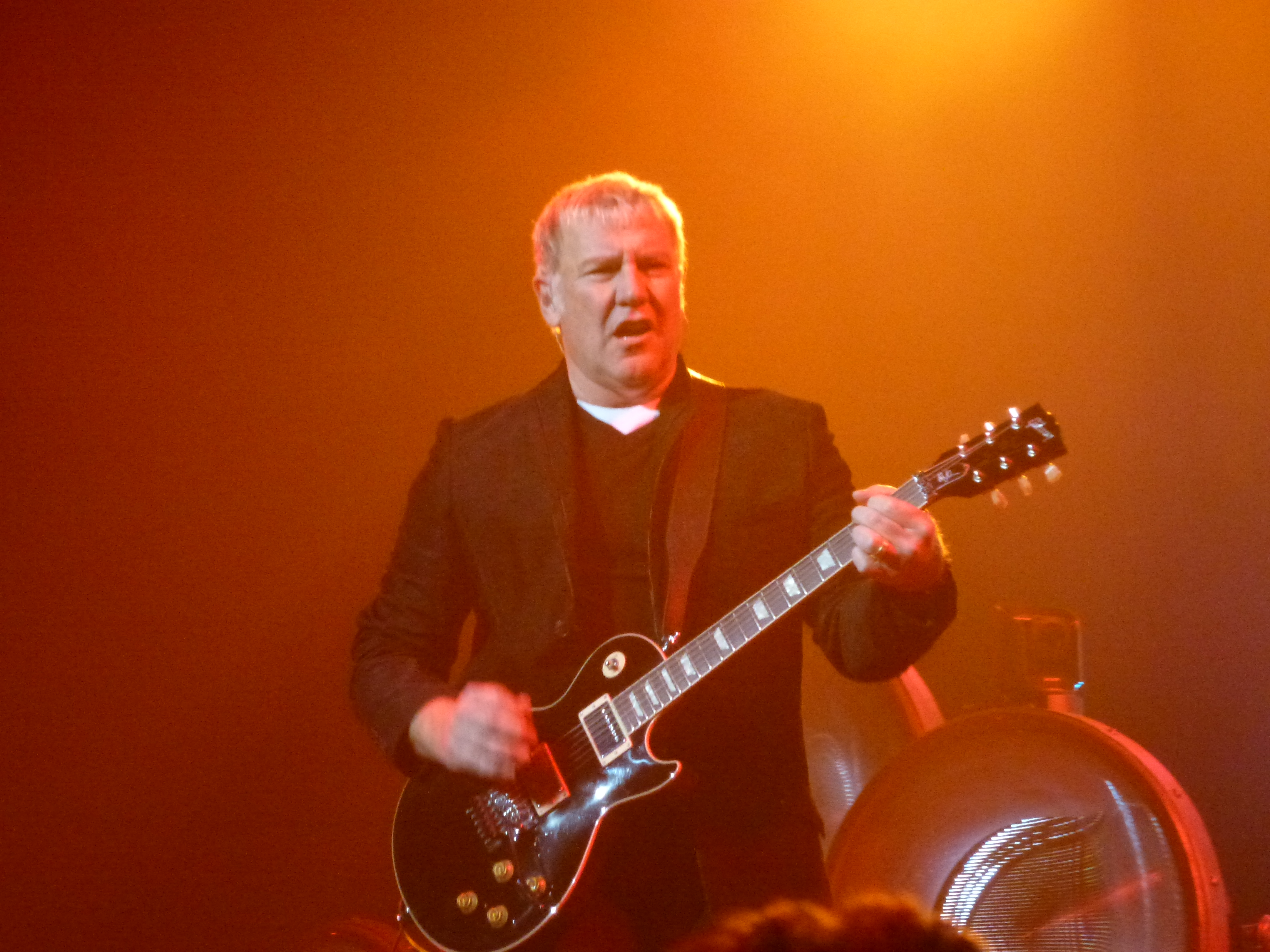
アレックス・ライフソン(G) 2012年
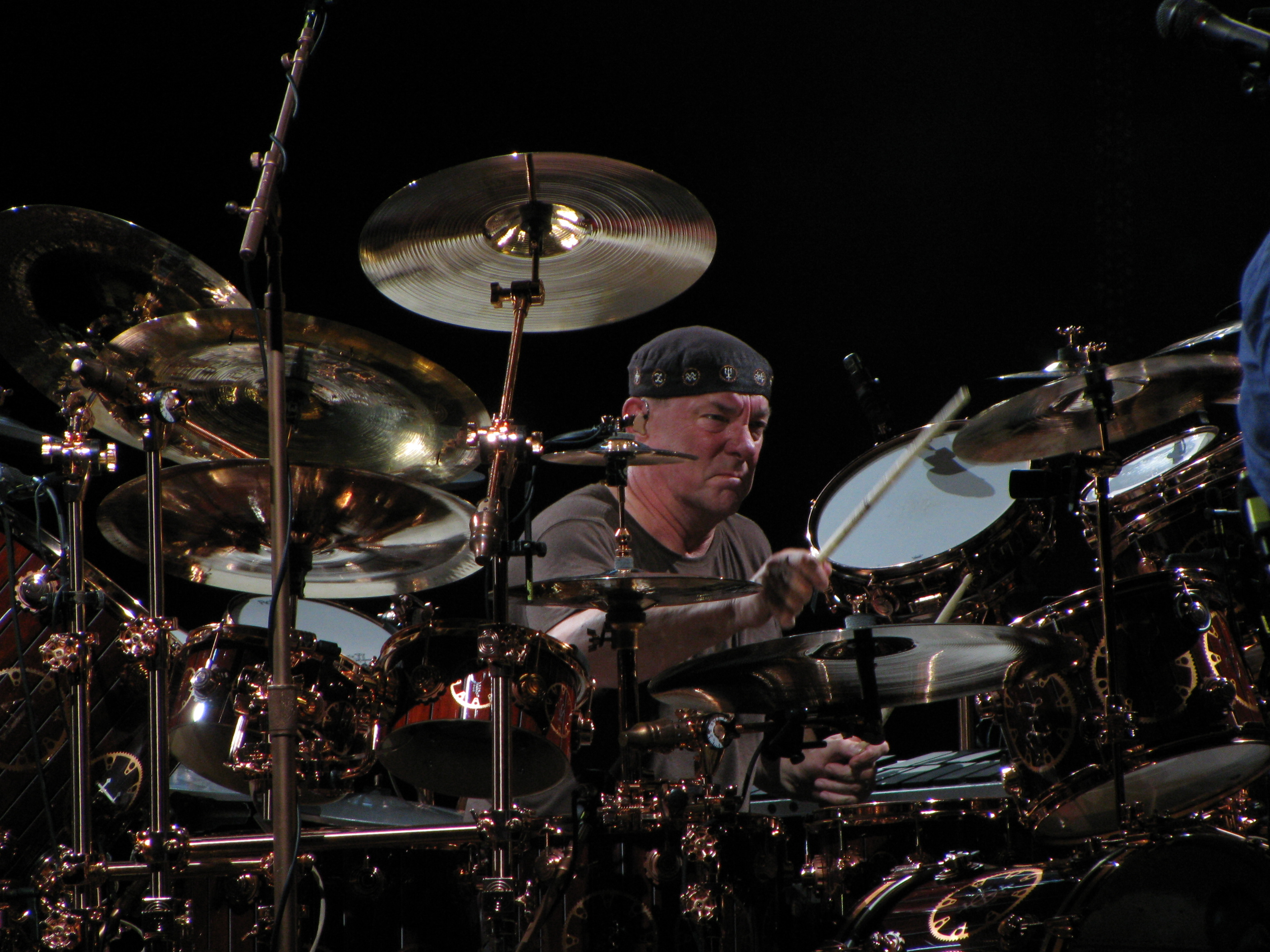
ニール・パート(Dr) 2010年

- ジョン・ラトジー (John Rutsey) (1952年-2008年) - ドラムス (1968年-1974年)
- ジェフ・ジョーンズ (Jeff Jones) - ボーカル、ベース (1968年)

## ディスコグラフィ

### スタジオ・アルバム
| 発表年 | アルバム・タイトル(邦題)         | アルバム・タイトル(原題) | US最高順位 | US売上枚数 |
| ------ | -------------------------------- | ------------------------ | ---------- | ---------- |
| 1974年 | 閃光のラッシュ                   | Rush                     | 105        | 500,000    |
| 1975年 | 夜間飛行                         | Fly By Night             | 113        | 1,000,000  |
| 1975年 | 鋼の抱擁                         | Caress Of Steel          | 148        | 500,000    |
| 1976年 | 西暦2112年                       | 2112                     | 61         | 3,000,000  |
| 1977年 | フェアウェル・トゥ・キングス     | A Farewell To Kings      | 33         | 1,000,000  |
| 1978年 | 神々の戦い                       | Hemispheres              | 47         | 1,000,000  |
| 1980年 | パーマネント・ウェイヴス         | Permanent Waves          | 4          | 1,000,000  |
| 1981年 | ムーヴィング・ピクチャーズ       | Moving Pictures          | 3          | 4,000,000  |
| 1982年 | シグナルズ                       | Signals                  | 10         | 1,000,000  |
| 1984年 | グレイス・アンダー・プレッシャー | Grace Under Pressure     | 10         | 1,000,000  |
| 1985年 | パワー・ウィンドウズ             | Power Windows            | 10         | 1,000,000  |
| 1987年 | ホールド・ユア・ファイア         | Hold Your Fire           | 13         | 500,000    |
| 1989年 | プレスト                         | Presto                   | 16         | 500,000    |
| 1991年 | ロール・ザ・ボーンズ             | Roll The Bones           | 3          | 1,000,000  |
| 1993年 | カウンターパーツ                 | Counterparts             | 2          | 500,000    |
| 1996年 | テスト・フォー・エコー           | Test For Echo            | 5          | 500,000    |
| 2002年 | ヴェイパー・トレイルズ           | Vapor Trails             | 6          | 500,000    |
| 2007年 | スネークス・アンド・アローズ     | Snakes & Arrows          | 3          |            |
| 2012年 | クロックワーク・エンジェルズ     | Clockwork Angels         | 2          |            |

### ライブ・アルバム
| 発表年 | アルバム・タイトル(邦題)             | アルバム・タイトル(原題) | US最高順位 | US売上枚数 |
| ------ | ------------------------------------ | ------------------------ | ---------- | ---------- |
| 1976年 | ラッシュ・ライヴ・世界を翔けるロック | All The World's A Stage  | 40         | 1,000,000  |
| 1981年 | ラッシュ・ライヴ〜神話大全           | Exit...Stage Left        | 10         | 1,000,000  |
| 1988年 | ラッシュ・ライヴ〜新約・神話大全     | A Show Of Hands          | 21         | 500,000    |
| 1998年 | ディファレント・ステージズ・ライヴ   | Different Stages         | 35         | 500,000    |
| 2003年 | ラッシュ・イン・リオ                 | Rush In Rio              | 33         | 500,000    |
| 2005年 | ルート30                             | R30                      | -          |            |
| 2008年 | スネークス・アンド・アローズ・ライヴ | Snakes & Arrows Live     | 18         |            |
| 2013年 | クロックワーク・エンジェルズ・ツアー | Clockwork Angels Tour    | 33         |            |
| 2015年 | R40 Live                             | R40 Live                 | 24         |            |

### EP
| 発表年 | アルバム・タイトル(邦題) | アルバム・タイトル(原題) | US最高順位 | US売上枚数 |
| ------ | ------------------------ | ------------------------ | ---------- | ---------- |
| 2004年 | フィードバック           | Feedback                 | 19         |            |

### コンピレーション・アルバム
- 『クロニクルス』 - Chronicles (1990年)
CD化に伴い前2作のライブ・アルバムからカットされた「What You're Doing」（『ラッシュ・ライヴ・世界を翔けるロック』収録）と「A Passage To Bangkok」（『ラッシュ・ライヴ〜神話大全』収録）の2曲を収録したベスト・アルバム。
- 『ベスト・オブ・ラッシュ1 1974-1980』 - Retrospective I (1997年)
- 『ベスト・オブ・ラッシュ2 1981-1987』 - Retrospective II (1997年)
『1』は1974年から1980年まで、『2』は1981年から1987年までの年代に分けた2枚でひとつのベスト・アルバム。
- 『ザ・スピリット・オブ・レイディオ〜グレイテスト・ヒッツ 1974-1987』 - The Spirit of Radio: Greatest Hits 1974–1987 (2003年)
1974年から1987年までのベスト・アルバム。DVDが付属。
- 『ベスト・オブ・ラッシュ3 1989-2008』 - Retrospective III: 1989–2008 (2009年)
『3』は1989年から2008年までの年代のベスト・アルバム。

## 受賞歴

### ジュノー賞受賞歴
ジュノー賞公式ウェブサイトより。ノミネートはほとんど毎年されているので割愛。
- 1975年：Most Promising Group of the Year（最も有望な新人に贈られる賞）
- 1978年：Group of the Year
- 1979年：Group of the Year
- 1991年：Best Hard Rock/Metal Album - 『プレスト』（Presto）
- 1992年：Hard Rock Album of the Year - 『ロール・ザ・ボーンズ』（Roll The Bones）
- 2004年：Music DVD of the Year - 『ラッシュ・イン・リオ』（Rush In Rio）

## 来日公演
- Grace Under Pressure Tour（1984年）
  - 11月16日 瀬戸 瀬戸市文化センター
  - 11月18日 福岡 福岡サンパレス
  - 11月20日 大阪 大阪府立体育会館
  - 11月21日 東京 日本武道館